# 卡如非洲蜥蜴属
卡如非洲蜥蜴属（学名：Karusasaurus），也称卡如绳蜥属，是非洲蜥蜴科的一属。

## 下属物种
本属包括以下物种：
- Karusasaurus jordani (Parker, 1936)[2]
- Karusasaurus polyzonus (Smith, 1838)

## 保育狀況
本属所有种均被列為《瀕危野生動植物種國際貿易公約》附錄二的物種，被限制出口及貿易。